# Gaoming
För andra betydelser, se Gaoming (olika betydelser).
Gaoming, även romaniserat Koming, är ett stadsdistrikt i staden Foshan i provinsen Guangdong i sydöstra Kina. Det ligger omkring 53 kilometer sydväst om provinshuvudstaden Guangzhou.
Gaoming är indelat i ett stadsdelsdistrikt och tre köpingar.
Stadsdelsdistrikt (jiedao):
- Hecheng (荷城街道)

Köpingar (zhen):
- Genghe (更合镇)
- Mingcheng (明城镇)
- Yanghe (杨和镇)